# Mervana Jugić-Salkić
Mervana Jugić-Salkić (nació el 14 de mayo de 1980) es un exjugadora de tenis de Bosnia. Ella se convirtió en profesional en 1999, y alcanzó su más altos ranking en individual el 21 de junio de 2004, fue la número 99 del mundo. El 10 de julio de 2006, Jugic-Salkic alcanzó el número 59 en dobles, después de ganar ASB Classic en 2004 con Jelena Kostanic y Internazionali di Modena en 2005 con Yuliya Beygelzimer. Ella también ganó 15 títulos individual y 43 en dobles en Federación Internacional de Tenis (ITF). Jugic-Salkic representado Bosnia y Herzegovina en los Juegos Olímpicos de 2004, pero pidió ante Maria Elena Camerin en la primera ronda. Durante su larga carrera, derrotó a jugadores como Yan Zi, Victoria Azarenka, Bethanie Mattek-Sands, Sania Mirza, Anabel Medina Garrigues, Nuria Llagostera y Sybille Bammer.

## Títulos WTA

### Dobles (2)
| Leyenda: Antes de 2009     | Leyenda: A partir de 2009 |
| -------------------------- | ------------------------- |
| Grand Slam (0)             |                           |
| WTA Tour Championships (0) |                           |
| Tier I (0)                 | Premier Mandatory (0)     |
| Tier II (0)                | Premier 5 (0)             |
| Tier III (0)               | Premier (0)               |
| Tier IV & V (2)            | International (0)         |

| N.º | Fecha               | Torneos  | Superficie    | Pareja                | Oponentes                               | Resultado        |
| --- | ------------------- | -------- | ------------- | --------------------- | --------------------------------------- | ---------------- |
| 1.  | 5 de enero de 2004  | Auckland | Tierra batida | Jelena Kostanić Tošić | Paola Suárez Virginia Ruano             | 7-6(6), 3-6, 6-1 |
| 2.  | 11 de julio de 2005 | Módena   | Tierra batida | Yuliya Beygelzimer    | Gabriela Navrátilová Michaela Paštiková | 6-2, 6-0         |

#### Finalista (2)
| N.º | Fecha               | Torneos | Superficie    | Pareja       | Oponentes                       | Resultado        |
| --- | ------------------- | ------- | ------------- | ------------ | ------------------------------- | ---------------- |
| 1.  | 14 de abril de 2008 | Estoril | Tierra batida | İpek Şenoğlu | Maria Kirilenko Flavia Pennetta | 4-6, 4-6         |
| 2.  | 16 de julio de 2012 | Båstad  | Tierra batida | Eva Hrdinová | Catalina Castaño Mariana Duque  | 6-4, 5-7, [5-10] |